# BoBoiBoy Galaxy
BoBoiBoy Galaxy, theo bản dịch của VTV Cab: "BoBoiBoy du hành vũ trụ" là tập phim và cũng là thương hiệu tiếp theo của BoBoiBoy. Nội dung được xây dựng dựa vào cốt truyện nhiều hơn cuộc phiêu lưu.. Phim lên sóng trên TV3 của Malaysia vào ngày 25/11/2016 và sẽ lên sóng Disney Channel Asia vào tháng 6 năm 2017.

## Giới thiệu
BoBoiBoy Du hành Vũ trụ nói về một dự án Quả cầu Năng lượng đã bị hủy bỏ từ lâu và các Quả cầu Năng lượng - thứ đã mang lại sự tuyệt vời cho con người và sinh vật khắp vũ trụ, đã bỏ trốn để tránh các thế lực xấu xa bắt cóc chúng. Và có một anh hùng đến từ Trái Đất tên là BoBoiBoy sẽ quyết tâm đi tìm các Quả cầu Năng lượng và bảo vệ Thiên hà của chúng ta.

## Sản xuất
Nizam Razak, người sáng tác ra BoBoiBoy, cho biết ý tưởng thay đổi cốt truyện vào năm 2014 khi ông ở Nhật Bản. Ông đã rất ấn tượng với sự đa dạng của các loại Pokémon. Sau đó, ông có ý tưởng để đa dạng hóa các quả cầu. Họ bắt đầu thực hiện bộ phim này sau khi kết thúc series BoBoiBoy vào giữa năm 2016 và thay đổi cốt truyện để hoạt động tích cực hơn khi BoBoiBoy đi vòng quanh thiên hà thay vì chờ đợi những kẻ thù đến Trái Đất. Các thiết lập trong loạt bài này đã được tăng lên một đến hai năm từ loạt BoBoiBoy nhưng cốt truyện vẫn còn cho 7 đến 12 tuổi. Animonsta Studios đã lên kế hoạch để làm BoBoiBoy Galaxy ít nhất là 300 tập, với các bộ phim điện ảnh sẽ được phát hành hai năm một lần.

## Sự ra mắt
Animonsta Studios đã công bố không chính thức về BoBoiBoy Galaxy vào năm 2013, nơi họ đã phát hành một bức ảnh của người đăng BoBoiBoy Galaxy, với trang phục khác nhau của BoBoiBoy Nham thạch và BoBoiBoy Băng giá. Họ đã được tin tưởng như là khái niệm đầu tiên về cấp độ thứ hai của Lửa và Nước trước khi nó được thay đổi trong Mùa 3 của BoBoiBoy. Sau đó, Animonsta đã tiết lộ kế hoạch của BoBoiBoy Galaxy trong trang web của họ, mà hầu hết các fan vẫn không "không nhận ra về việc đổi thương hiệu cho bộ phim".
Animonsta Studios sau đó đã thông báo chính thức trên tài khoản Facebook của họ, mà BoBoiBoy Galaxy sẽ được phát sóng vào tháng 6 năm 2016. Sau BoBoiBoy: The Movie, họ đã đưa ra một thông báo mới và chi tiết: cốt truyện đang đi qua thiên hà để tìm kiếm Quả cầu Năng lượng, bối cảnh diễn ra từ 2 đến 3 năm sau khi BoBoiBoy: The Movie và MONSTA cũng sẽ phát hành truyện tranh đầu tiên trước khi bộ phim hoạt hình. Họ cũng thông báo rằng sản xuất sẽ bắt đầu sớm và dự kiến sẽ phát hành tập đầu tiên của tập khoảng tháng chín-tháng 12 năm 2016.
Vào tháng 7 năm 2016, họ cuối cùng đã thông báo rằng BoBoiBoy Du hành Vũ trụ sẽ được phát sóng vào dịp nghỉ học cuối năm ở Malaysia tại TV3 trong khi phát sóng cho MNCTV ở Indonesia sẽ bắt đầu vào tháng 1 năm 2017.

## Ca khúc được sử dụng trong phim

### Nhạc mở đầu: Dunia Baru (Thế giới mới)
Sáng tác: Bunkface
Biểu diễn: Bunkface

### Nhạc kết thúc: Di Bawah Langit Yang Sama (Theo bầu trời giống nhau)
Sáng tác: Isukan Skuter
Biểu diễn: D'Masiv

## Nội dung
Xem thêm: Danh sách các tập phim BoBoiBoy Galaxy
Bộ phim nói về cuộc khám phá của nhóm bạn BoBoiBoy cùng Kokoci. Họ sẽ cùng nhau khám phá thiên hà và các hành tinh. Họ sẽ cùng nhau đi tìm và giải cứu các quả cầu năng lượng trong thiên hà. Họ sẽ đối đầu với những người ngoài hành tinh xấu xa như là Adudu, Nhóm Cướp biển vũ trụ,... và bảo vệ các quả cầu năng lượng.

## Lịch sử phát sóng
Tập đầu tiên phát sóng vào 17:00 trên TV3 ngày 25/11/2016 và phát sóng thứ Sáu hàng tuần trên kênh này. Nó lên sóng TVB Pearl vào tháng 12 năm 2016 và MNCTV của Indonesia vào tháng 1 năm 2017. Phim sẽ lên sóng Disney Channel Asia vào tháng 6 năm 2017.

## Nhân vật

### BOBOIBOY
Là một siêu anh hùng đến từ Trái Đất, quyết định tham gia tổ chức TAPOPS cùng với các bạn với mục đích bảo vệ các quả cầu năng lượng (Power Sphere) khỏi tay những kẻ xấu ngoài vũ trụ
- Ngoại hình: BoBoiBoy là một cậu bé 15 tuổi, mắt nâu, dáng người nhỏ, tóc đen có một nhánh trắng. Cậu mặc một chiếc áo thun đen dưới lớp áo khoác cam, cái mũ khủng long đội ngược và có kí hiệu BoBoiBoy ở đằng trước
- Sức mạnh

- Cậu có khả năng điều khiển nguyên tố và biến thành các BoBoiBoy tương ứng gồm BoBoiBoy Đất - Earth (Tanah), BoBoiBoy Chớp - Lightning (Petir), BoBoiBoy Gió - Wind (Angin), BoBoiBoy Lá - Leaf (Daun) (mở khóa vào tập 5), BoBoiBoy Lửa - Fire (Api) (mở khóa vào tập 11), BoBoiBoy Nước - Water (Air) (mở khóa ở tập 17) và BoBoiBoy Ánh sáng -  Light (Cahaya) (mở khóa tập 24)
- Cậu có thể chuyển đổi lên dạng cấp 2 khi mở khóa tất cả các năng lượng cấp 1 nếu không sẽ có thể gây ảnh hưởng lên đồng hồ năng lượng. Dạng cấp 2 gồm BoBoiBoy Sấm Sét - Thunderstorm (Halilintar) (xuất hiện ở tập 14), BoBoiBoy Mặt Trời - Solar (xuất hiện tập 24), ngoài ra còn có BoBoiBoy Địa chấn - Earthquake (Gempa), BoBoiBoy Lốc Xoáy - Cyclone (Taufan), BoBoiBoy Dung Nham - Blaze, BoBoiBoy Băng - Ice (Ais) và BoBoiBoy Gai - Duri (Thorn) sẽ xuất hiện trong BoBoiBoy the Movie 2
- Cậu còn có khả năng phân thân làm các BoBoiBoy (thường là 3), mỗi cá thể mang sức mạnh một nguyên tố và có tính cách tương ứng. Nhưng nếu phân thân quá lâu thì cậu sẽ bị ảnh hưởng đến trí nhớ
- Ngoài ra các BoBoiBoy nguyên tố khác nhau còn sở hữu một phần tính cách được khuếch đại của BoBoiBoy gốc

### YING
Là một siêu anh hùng đến từ Trái Đất, quyết định tham gia tổ chức TAPOPS cùng với BoBoiBoy với mục đích bảo vệ các quả cầu năng lượng (Power Sphere) khỏi tay những kẻ xấu ngoài vũ trụ
- Ngoại hình: là một cô bé 14 tuổi, mắt xanh, cao gầy thường bận bộ đồ vàng, đội nón len và cặp mắt kính xanh
- Sức mạnh: khả năng điều khiển thời gian.
- Sức mạnh đã mở khóa hết cấp 2 .

### YAYA
Là một siêu anh hùng đến từ Trái Đất, quyết định tham gia tổ chức TAPOPS cùng với BoBoiBoy với mục đích bảo vệ các quả cầu năng lượng (Power Sphere) khỏi tay những kẻ xấu ngoài vũ trụ
- Ngoại hình: là một cô bé 15 tuổi, mắt vàng thường bận đồ truyền thống màu hồng
- Sức mạnh

- Khả năng điều khiển trọng lực: có thể bay, tăng/giảm trọng lực trong một khu vực, tăng sức mạnh cú đấm
- Khả năng làm bánh quy siêu hạng, có thể làm cho tất cả mọi người ngất ngay lập tức (trừ Probe, Đô đốc Tarung)

### GOPAL
Là một siêu anh hùng đến từ Trái Đất, quyết định tham gia tổ chức TAPOPS cùng với BoBoiBoy với mục đích bảo vệ các quả cầu năng lượng (Power Sphere) khỏi tay những kẻ xấu ngoài vũ trụ
- Ngoại hình: là một cậu bé 16, mập mạp, da ngăm đen, thường bận áo khoác len màu vàng xanh, quần ngắn
- Sức mạnh: điều khiển phân tử vật thể nhưng do tham ăn nên chỉ biến tất cả thành đồ ăn

### FANG
Là một siêu anh hùng trong tổ chức TAPOPS dưới quyền chỉ huy của đội trưởng Kaizo
- Sức mạnh: điều khiển bóng đêm (shadow).
- Ngoại hình : tóc màu tím đậm,đôi mắt màu tím đậm,đeo kính

### Chỉ huy CICIKO (KOKOCI)
Là thành viên của TAPOPS, chịu trách nhiệm huấn luyện và giao nhiệm vụ cho nhóm BoBoiBoy
- Ngoại hình: lùn, mập, da xanh lá, đầu vuông. Ông thường bận bộ đồ chỉ huy và đeo nhiều lớp kính râm
- Sức mạnh: khả năng cải trang thành người quét dọn khi tháo kính

### Đô đốc TARUNG
Là thành viên của TAPOPS, chịu trách nhiệm huấn luyện và giao nhiệm vụ cho nhóm BoBoiBoy
- Ngoại Hình: Cao, lực lưỡng, da màu xám có vằn đen. Khi trong giờ làm việc thì da chuyển sang màu đỏ
- Sức mạnh: mô phỏng lại khả năng của những loài sinh vật ông bắt qua một lớp trang phục có hình dạng tương tự. Ngoài ra có sức mạnh thể chất rất cao

sức mạnh ông ấy sẽ rất mạnh trong thời gian làm việc từ 7 giờ sáng đến 7 giờ tối, trừ giờ nghỉ trưa

### Đội trưởng KAIZO
Là thành viên của TAPOPS, chịu trách nhiệm huấn luyện cho Fang. Là anh trai của Fang
- Sức mạnh: điều khiển các loại năng lượng tạo thành kiếm năng lượng, khiên năng lượng

sử dụng sức mạnh đến từ chiếc mặt nạ được đô đốc TAPOPS Maskmana huấn luyện. Ngoài ra còn có 1 loại sức mạnh khác được anh ấy sử dụng trong Boboiboy Galaxy trong tập 14 - mặt nạ hổ phách

### PAPA ZOLA
Từng là thầy của nhóm BoBoiBoy, sau này lên lén tàu vũ trụ của KoKoCi và trở thành người lái tàu kiêm tàu trưởng của nhóm BoBoiBoy

### Các quả cầu năng lượng (POWER SPHERE)
Quả cầu năng lượng là những robot công nghệ cao mang trong mình sức mạnh không tưởng nên có rất nhiều người truy lùng chúng khiến chúng bị phân tán khắp vũ trụ và nhiệm vụ của TAPOPS là truy tìm và bảo vệ những quả cầu năng lượng đó (Tractor And Protector Of Power Sphere. Tạm dịch: Đội Tìm Kiếm Và Bảo Vệ Các Quả Cầu Năng Lượng)
- Lịch sử: Các quả cầu năng lượng được tạo ra từ hành tinh Atata Tica để bảo vệ hành tinh của họ.
- Số lượng: Trong toàn series BoBoiBoy (gồm cả BoBoiBoy the Movie) đã xuất hiện 23 quả cầu năng lượng và nhắc tên một số quả cầu năng lượng khác. Riêng trong BoBoiBoy Galaxy, đã đề cập tới 23 quả cầu năng lượng khác nhau gồm OchoBot và 22 quả cầu năng lượng hoàn toàn mới.
- Sức mạnh: các quả cầu năng lượng có sức mạnh khác nhau:

Các quả cầu năng lượng được chia làm nhiều thế hệ khác nhau:
| STT | Tên                  | Thế hệ (Generation) | Xuất hiện lần đầu      | Vị trí hiện tại | Sức mạnh và khả năng | Những người sở hữu           | Chú thích |
| --- | -------------------- | ------------------- | ---------------------- | --------------- | --- | ---------------------------- | --- |
| 1   | KlamkaBot            | 1st Generation      | BoBoiBoy the Movie 1   | Đã chết         | Sức mạnh dịch Chuyển tức thời (Teleportation) | Không có                     | Là quả cầu đầu tiên được tạo ra                                                                                  |
| 2   | DataBot              | 1st Generation      | BoBoiBoy Galaxy tập 21 | TAPOPS          | Chứa thông tin của tất cả các Power Sphere | TAPOPS                       | |
| 3   | CardBot              | Không rõ            | BoBoiBoy Galaxy tập 7  | TAPOPS          | Nhốt người khác vào lá bài và ngược lại | Jokertu TAPOPS               | |
| 4   | HookaBot             | Không rõ            | BoBoiBoy Galaxy tập 5  | TAPOPS          | Biến đổi thành các dạng vũ khí khác nhau | Thuyền trưởng Separo TAPOPS  | |
| 5   | ApiBot (FireBot)     | Không rõ            | BoBoiBoy Galaxy tập 11 | TAPOPS          | Điều khiển lửa (Fire manipulation) | Jugglenaut TAPOPS            | |
| 6   | InviBot              | Không rõ            | BoBoiBoy Galaxy tập 12 | TAPOPS          | Thao tác lên những vật vô hình | Panto TAPOPS                 | |
| 7   | TargetBot            | Không rõ            | BoBoiBoy Galaxy tập 13 | TAPOPS          | Di chuyển ở tốc độ cao | Jugglenaut TAPOPS            | |
| 8   | GigiBot              | Không rõ            | BoBoiBoy Galaxy tập 13 | TAPOPS          | Không rõ | Jugglenaut TAPOPS            | |
| 9   | MelonBot             | Không rõ            | BoBoiBoy Galaxy tập 13 | TAPOPS          | Không rõ | Jugglenaut TAPOPS            | |
| 10  | BebelonBot           | Không rõ            | BoBoiBoy Galaxy tập 13 | TAPOPS          | Điều khiển các loại bóng bay, khiến chúng nổ khi chạm | Jugglenaut TAPOPS            | |
| 11  | CementBot            | Không rõ            | BoBoiBoy Galaxy tập 13 | TAPOPS          | Điều hiển xi măng | Jugglenaut TAPOPS            | |
| 12  | HidungBot (NoseBot)  | Không rõ            | BoBoiBoy Galaxy tập 13 | TAPOPS          | Phóng to vật thể | Jugglenaut TAPOPS            | Có hình dạng mũi chú hề                                                                                          |
| 13  | TrophyBot            | Không rõ            | BoBoiBoy Galaxy tập 15 | TAPOPS          | Không rõ | TAPOPS                       | |
| 14  | DashBot              | Không rõ            | BoBoiBoy Galaxy tập 15 | TAPOPS          | Sức mạnh sửa chữa cơ khí | Hội Bikembars                | |
| 15  | LoopBot              | Không rõ            | BoBoiBoy Galaxy tập 16 | TAPOPS          | Sức mạnh vòng lặp (cho phép lặp lại mọi tình huống) | TAPOPS                       | |
| 16  | CetakBot (CopyBot)   | Không rõ            | BoBoiBoy Galaxy tập 19 | TAPOPS          | Quét vật thể và gửi cho RompakBot | Gijimo TAPOPS                | Sử dụng chung với RompakBot                                                                                      |
| 17  | RompakBot (PasteBot) | Không rõ            | BoBoiBoy Galaxy tập 19 | TAPOPS          | Tạo ra những bản sao chất lượng kém từ thông tin của CetakBot | Gijimo TAPOPS                | Sử dụng chung với CetakBot                                                                                       |
| 18  | EmotiBot             | Không rõ            | BoBoiBoy Galaxy tập 20 | TAPOPS          | Sức mạnh điều khiển cảm xúc | Gijimo TAPOPS                | |
| 19  | StealthBot           | Không rõ            | BoBoiBoy Galaxy tập 21 | TAPOPS          | Khả năng làm tàng hình vật thể và sinh vật xung quanh | Thuyền trưởng Vargoba TAPOPS | |
| 20  | MagnetBot            | Không rõ            | BoBoiBoy Galaxy tập 23 | TAPOPS          | Sức mạnh điều khiển từ trường | Thuyền trưởng Vargoba TAPOPS | |
| 21  | SinarBot             | Không rõ            | BoBoiBoy Galaxy tập 24 | Không rõ        | Sức mạnh điều khiển ánh sáng | Không rõ                     | Được DataBot nhắc đến khi BoBoiBoy hỏi về sức mạnh ánh sáng                                                      |
| 22  | BellBot              | Không rõ            | BoBoiBoy Galaxy tập 4  | TAPOPS          | Sức mạnh thu phóng vật thể/sinh vật | Cattus                       | Có hình dạng một cái vòng cổ có chuông của Cattus                                                                |
| 23  | MotoBot              | Không rõ            | BoBoiBoy Galaxy tập 1  | TAPOPS          | Sức mạnh phương tiện hóa vật chất (chế tạo các phương tiện di chuyển) | KoKoCi                       | |
| 24  | OchoBot              | 9th Generation      | BoBoiBoy tập 1         | TAPOPS          | Sức mạnh của nhiều quả cầu khác nhau gồm: - Sức mạnh điều khiển nguyên tố (Đất, Gió, Sấm, Lửa, Nước, Lá, Ánh sáng) - (element manipulation) - Sức mạnh điều khiển trọng lực (Gravity manipulation) - Sức mạnh điều khiển thời gian (Time manipulation) - Sức mạnh điều khiển phân tử (Molecule manipulation) - Sức mạnh điều khiển bóng (Shadow manipulation) - Sức mạnh dịch chuyển tức thời (Teleportation) | BoBoiBoy Tok Aba             | OcchoBot là Power Sphere cuối cùng được tạo ra OcchoBot đã trao sức mạnh cho BoBoiBoy, Ying, YaYa, Gopal và Fang |

### Nhân vật phản diện
- ADuDu, Probe
- Thuyền trưởng Separo
- Jokertu
- Panto
- Jugglenaut
- ABAM
- Thuyền trưởng Vargoba

### Một số nhân vật khác
- Tok Aba: ông của BoBoiBoy
- Cattus
- Shielda và Sai: thành viên TAPOPS

## Trò chơi điện tử liên quan
- Tháng 12/2016, 8element (Hong Kong) phối hợp với Monsta và Catill (Indonesia) sản xuất ra trò chơi BoBoiBoy Galactic Heroes và nó được công bố vào ngày 13/1/2017 trên Android.
- Tháng 10/2017, Monsta phối hợp với What (games) để sản xuất ra trò chơi BoBoiBoy Galaxy Run và nó được công bố vào tháng 12/2017.